# Ilja van Leerdam
Ilja van Leerdam (Eindhoven, 8 augustus 1978) is een Nederlands voormalig voetballer die als middenvelder speelde.

## Carrière
Van Leerdam begon te spelen bij voetbalvereniging Mifano in Mierlo, waarna het talent naar de jeugdopleiding van PSV verhuisde. In 1999 debuteerde hij als profvoetballer bij Helmond Sport. In 2001 verhuisde hij naar De Graafschap. Vervolgens keerde hij na twee jaar FC Eindhoven in 2006 weer terug bij Helmond Sport. Vanaf 2011 speelde hij voor FC Edmonton. Begin 2013 ging hij in België voor Lutlommel VV spelen en in het seizoen 2013/14 kwam hij uit voor VC Herentals. In het seizoen 2015/16 speelde Van Leerdam voor VV Gestel.

## Clubstatistieken
| Seizoen | Club          | Duels | Goals | Competitie                   |
| ------- | ------------- | ----- | ----- | ---------------------------- |
| 1999/00 | Helmond Sport | 31    | 2     | Eerste divisie               |
| 2000/01 | Helmond Sport | 29    | 14    | Eerste divisie               |
| 2001/02 | De Graafschap | 33    | 3     | Eredivisie                   |
| 2002/03 | De Graafschap | 31    | 2     | Eredivisie                   |
| 2003/04 | De Graafschap | 26    | 1     | Eerste divisie               |
| 2004/05 | De Graafschap | 28    | 3     | Eredivisie                   |
| 2005/06 | FC Eindhoven  | 36    | 3     | Eerste divisie               |
| 2006/07 | FC Eindhoven  | 11    | 2     | Eerste divisie               |
| 2006/07 | Helmond Sport | 14    | 2     | Eerste divisie               |
| 2007/08 | Helmond Sport | 36    | 3     | Eerste divisie               |
| 2008/09 | Helmond Sport | 33    | 3     | Eerste divisie               |
| 2009/10 | Helmond Sport | 27    | 1     | Eerste divisie               |
| 2010/11 | Helmond Sport | 32    | 5     | Eerste divisie               |
| 2012    | FC Edmonton   | 28    | 1     | North American Soccer League |
| 2012/13 | Lutlommel VV  |       |       | Vierde klasse C              |
| 2013/14 | VC Herentals  |       |       | Eerste Provinciale Antwerpen |
| 2015/16 | VV Gestel     |       |       | Hoofdklasse B                |
| Totaal  |               | 326   | 39    |                              |